# Jaroszówka (Neder-Silezië)
Jaroszówka (Duits: Vorhaus) is een dorp in de Poolse woiwodschap Neder-Silezië. De plaats maakt deel uit van de gemeente Chojnów.

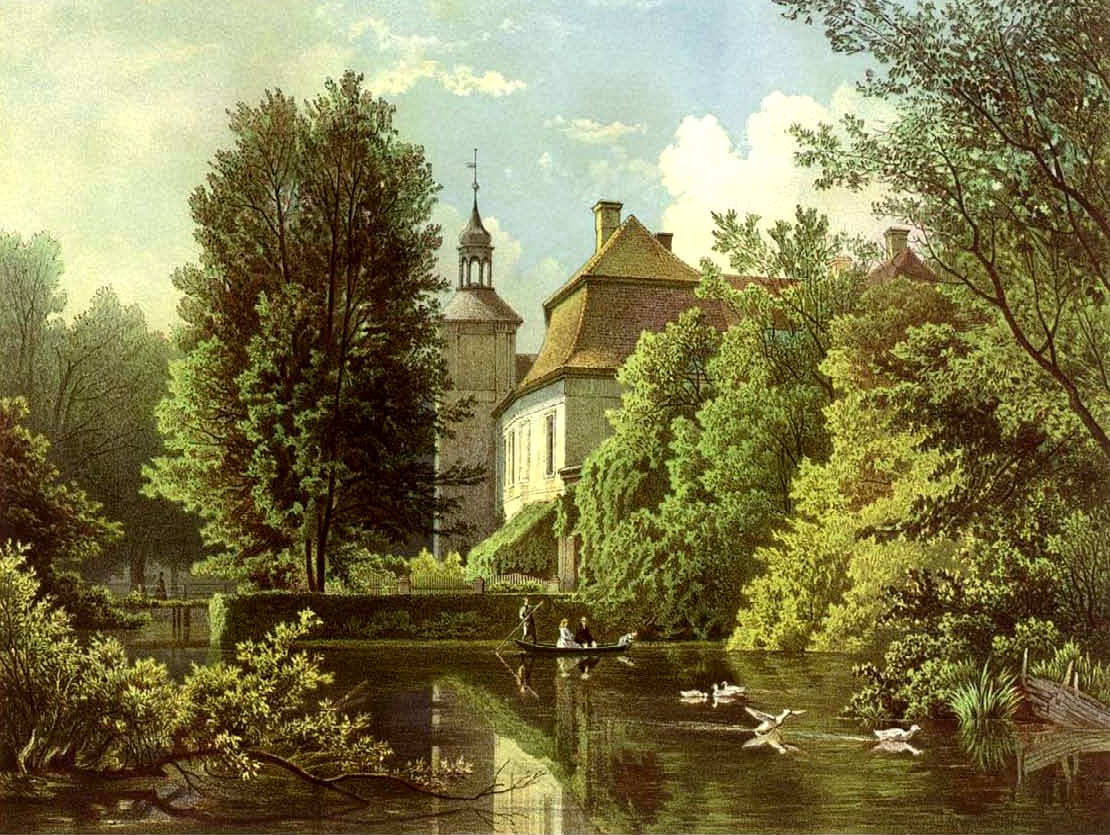
Slot Vorhaus